# Гомова, Зинаида Семёновна
Зинаида Семёновна Гомова (Толстова) (1922 — ?) — звеньевая колхоза «Красный боец» Тихорецкого района Краснодарского края. Герой Социалистического Труда (16.04.1949).

## Биография
Родилась в 1922 году в станице Новорождественской Кавказского отдела Кубано-Черноморской области, ныне Тихорецкого района Краснодарского края, в семье крестьянина. Русская.
Окончила начальную школу, трудилась в местном колхозе «Красный боец» в бригаде полеводов по выращиванию зерновых.
Окончила среднюю школу после войны работала звеньевой полеводов. По итогам работы в 1948 году её звено получило урожай пшеницы 32 центнера с гектара на площади 22,5 гектара.
Указом Президиума Верховного Совета СССР от 16 апреля 1949 года за получение высоких урожаев пшеницы и табака в 1948 году  Толстовой Зинаиде Семёновне присвоено звание Героя Социалистического Труда с вручением ордена Ленина и золотой медали «Серп и Молот».
В последующие годы звено З. С. Гомовой (в замужестве) продолжало получать высокие урожаи зерновых.
Участница ВСХВ и ВДНХ.
Проживала в родной станице Новорождественской Тихорецкого района. Сведений о дальнейшей судьбе нет.

## Награды
- Медаль «Серп и Молот» (16.04.1949);
- Орден Ленина (16.04.1949).
- Медаль «В ознаменование 100-летия со дня рождения Владимира Ильича Ленина» (6 апреля 1970)
- Медаль «Ветеран труда»
- медалями ВСХВ и ВДНХ
- и другими
- Отмечена грамотами и дипломами.

## Память

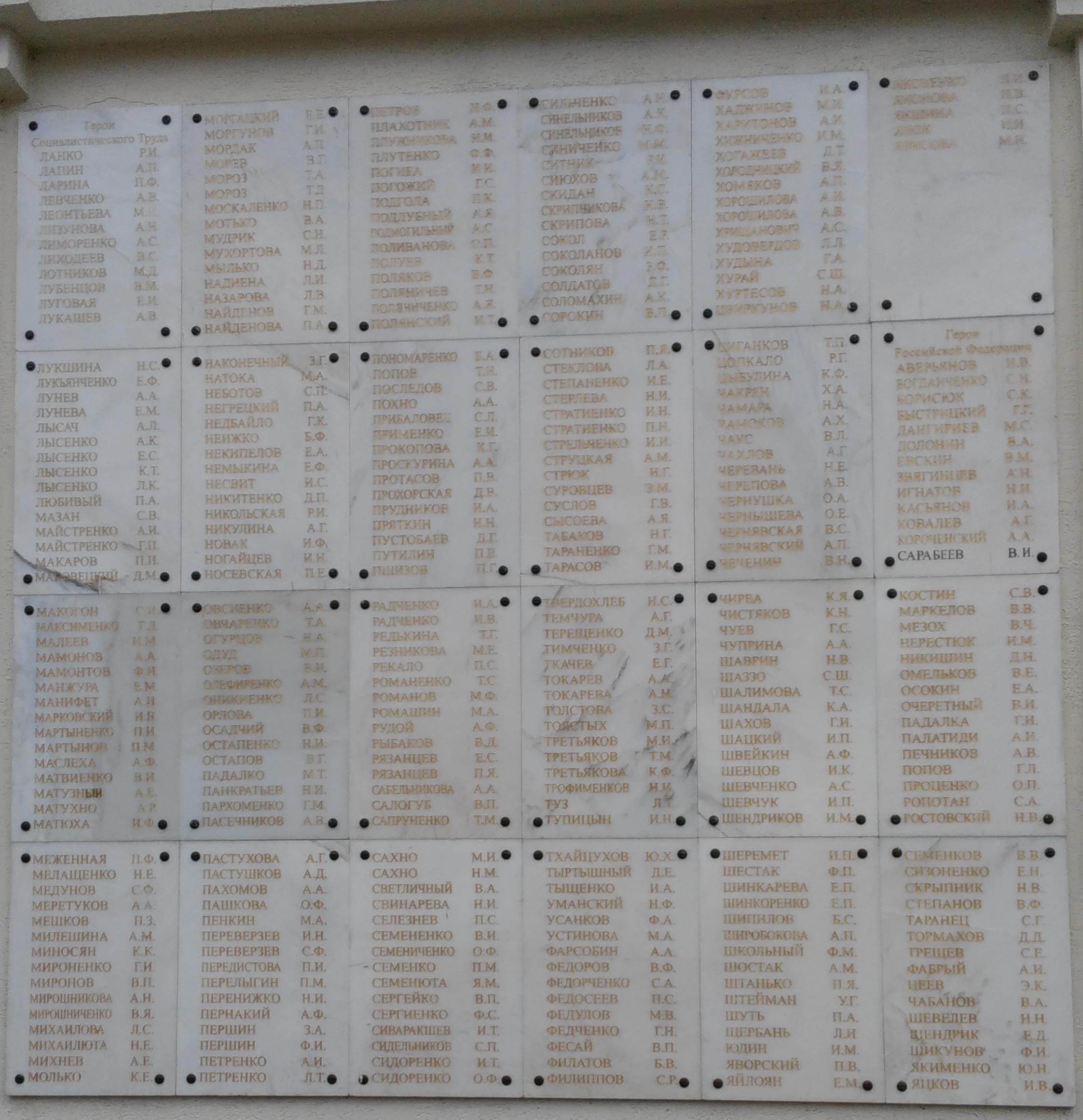
Мемориальная доска с именами Героев Социалистического Труда Кубани и Адыгеи. Краснодар 2017

- На могиле установлен надгробный памятник.
- Имя Героя золотыми буквами вписано на мемориальной доске в Краснодаре.